# Визин, Иван
Иван Визин, Иво Визин (серб. Иво (Иван) Визин/Ivo (Ivan) Visin) (3 ноября 1806, Прчань, Далмация (ныне Черногория) — 17 августа 1868) — мореплаватель, первым среди югославянских народов совершивший кругосветное плавание.
Иван (Иво) Визин происходил из католической семьи и родился в городке Прчань (ныне Черногория) в Бока-Которском заливе Адриатического моря, который на тот момент находился под контролем русской эскадры адмирала Дмитрия Сенявина.

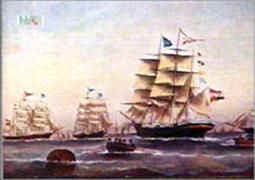
Корабль «Сплендидо»

По приказу австрийского правительства, капитан Визин совершил кругосветное путешествие на парусном корабле «Сплендидо» («Splendido») длиной 30 метров и водоизмещением 311 тонн. 11 февраля 1852 года корабль вышел в плавание по маршруту Антверпен — Мыс Горн — Вальпараисо — Сан-Франциско — Гонолулу — Сингапур — Бангкок — Гонконг — Мыс Доброй Надежды — Плимут — Триест, где благополучно причалил 30 августа 1859 года.
За это выдающееся достижение австрийский император Франц-Иосиф I наградил капитана Визина почетным морским штандартом «Merito Navali» и рыцарским крестом ордена Франца-Иосифа. Также Иван Визин стал почетным гражданином Триеста.
В городе Прчань перед католическим храмом, на который жертвовала деньги в том числе и семья Визинов, установлен бюст капитана.